# Stade d'Anoeta
Le stade d'Anoeta, également connu sous le nom commercial de Reale Arena, est une enceinte sportive d'Espagne, située à Saint-Sébastien complexe sportif d’Anoeta, dans le Pays basque. Il est le domicile du club de football de la ville, la Real Sociedad. Construit en 1993, le stade a une capacité de 32 076 places. En 2019, une réfection permet d'augmenter la capacité à 40 000 places. 
Doté d'une piste d'athlétisme jusqu'en 2018, ce stade accueille aussi des concerts.

## Histoire
Le stade d'Anoeta a été construit pour remplacer le stade municipal d'Atotxa (inauguré en 1913). Il a été inauguré le 29 juillet 1993 à l'occasion des championnats d'Europe juniors d'athlétisme et a reçu son premier match de football le 13 août, une rencontre amicale entre la Real Sociedad et le Real Madrid, dans lequel Loren a marqué le premier but de l'histoire du stade. Ce jour-là a eu lieu la festivité d'inauguration, appelée Kaixo Anoeta (« salut Anoeta » en basque), dans lequel on a placé dans le centre du terrain un morceau de gazon provenant du stade d'Atocha. Il y a eu également des concerts de Luz Casal, Oskorri et Javier Gurruchaga avec son Orchestre Mondragón.
Sa construction a été financée par la mairie de Saint-Sébastien, la Députation forale du Guipuscoa et la Real Sociedad et le stade est géré par la Sociedad Privada Municipal Anoetako Kiroldegia.

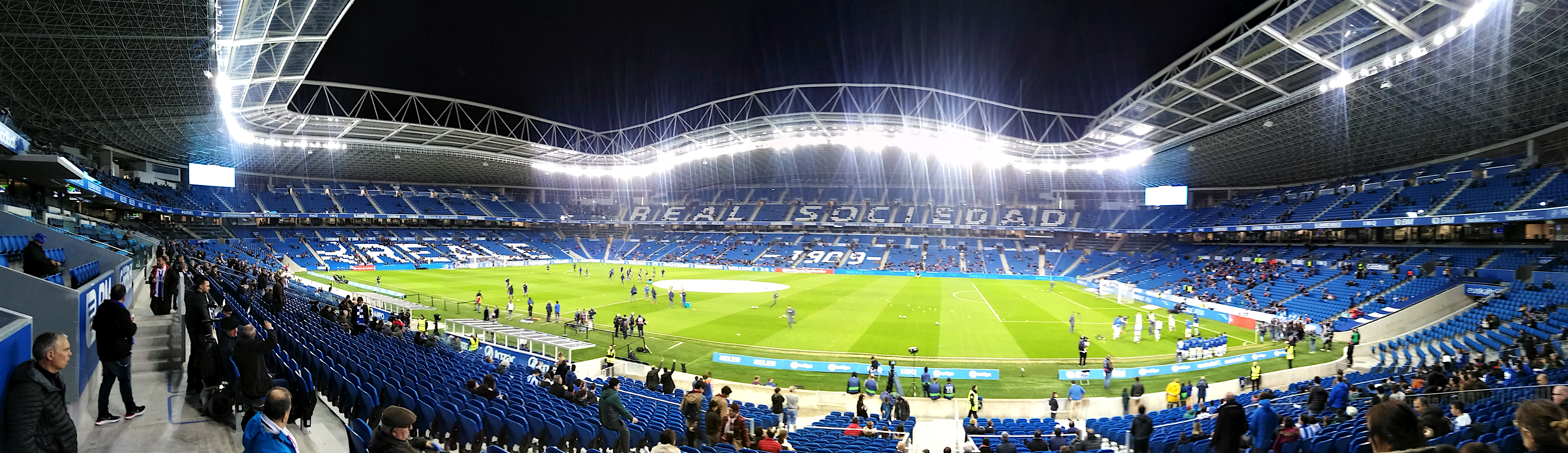
Anoeta.

Des artistes mondialement connus comme les Pink Floyd (1994), U2 (2005), Depeche Mode (2006), The Rolling Stones (2007) et Bruce Springsteen (2008, 2012,2016, et 2025) ont donné des concerts dans ce stade.
En 1995, le stade accueille le Concert pour la Paix auquel ont pris part l'Orfeón Donostiarra,  Séptimo Sentido, l'Orquesta Mondragón, Cómplices, Nacho Cano, Imanol, Andres Calamaro, Gorka Knörr, Marina Rossell et Urko.
En 1997, l'Orfeón Donostiarra, pour fêter son premier siècle d'existence, a offert un concert avec Mikel Laboa au stade.
En 1998, Anoeta a accueilli, en même temps que quatre autres stades basques, reliés entre eux par l'image et le son en direct via satellite, la fête basque de Bai euskarari.
Anoeta reçoit, en outre, depuis 2005, les principales rencontres de rugby à XV disputées par le Biarritz olympique et l'Aviron bayonnais lors de certains matchs du Top 14  et de la Coupe d'Europe (Heineken Cup ou H Cup). En 2010, il a accueilli la demi-finale de la H Cup entre le Biarritz olympique et le Munster Rugby avec 30 900 spectateurs.
En été 2017 commencent les travaux afin de supprimer la piste d'athlétisme et augmenter la capacité à 38 000 places.
Depuis 2019, il est patronné par la société d'assurance Reale Seguros (it) et renommé Reale Arena.

## Événements
- Phase finale (Final 8) de la Ligue des champions féminine de l'UEFA 2019-2020. Finale le 30 août 2020.
- Demi-finales du Top 14 2022-2023 les 9 et 10 juin 2023.
- Concert de Rammstein le 5 juin 2024

### Sources
- (es) Cet article est partiellement ou en totalité issu de l’article de Wikipédia en espagnol intitulé « Estadio Municipal de Anoeta » (voir la liste des auteurs).